# Donšajni
Donšajni je český film režiséra Jiřího Menzela z roku 2013. Příběh snímku vypráví o operním souboru na malém městě, který se rozhodne uvést Mozartova Dona Giovanniho.
Slavnostní česká premiéra se konala v Rudolfinu.
Film byl vyslán za Česko na Oscara v kategorii nejlepší cizojazyčný film poté, co americká Akademie neschválila nominaci filmu Hořící keř, ale nebyl nominován.
Film v roce 2013 v českých kinech vidělo 121 469 diváků.

## Výroba
Natáčení bylo zahájeno 30. června 2012. Natáčelo se na zámku v Lysé nad Labem, v lesích kolem Jevan, v areálu bývalého cisterciáckého kláštera v Plasích, v Mělníku, Táboře v Divadle Oskara Nedbala a v Českém Krumlově. V Praze natáčení probíhalo v Divadle na Vinohradech a v parku v Libni. Natáčení skončilo v září.

## Uvedení v zahraničí
Film měl světovou premiéru 27. srpna 2013 na filmovém festivalu v Montréalu. Na to navázalo promítání v USA (např. v Českém centru v New Yorku) s putovní výstavou fotografií Rozmarná léta Jiřího Menzela. Režisér na základě promítání v Americe film plánoval přihlásit do soutěže o Zlaté glóby, nakonec tak ale neučinil. V polovině října 2013 proběhla projekce na festivalu v Chicagu. V listopadu 2013 byli Donšajni zahajovacím filmem festivalu v Panadží v Indii, kde Menzel převzal cenu za celoživotní přínos kinematografii.

## Obsazení
| Jan Hartl         | Vítek                                 |
| Libuše Šafránková | Markéta                               |
| Martin Huba       | Jakub                                 |
| Jiřina Jirásková  | Jiřina, matka Markéty                 |
| Ivana Chýlková    | Adélka, dcera Markéty                 |
| Emma Smetana      | Barborka, vnučka Markéty              |
| Václav Kopta      | Otto                                  |
| Eva Josefíková    | mladá Markétka                        |
| Václav Jílek      | mladý Jakub                           |
| Jiří Hájek        | Leo                                   |
| Anna Klamo        | Alenka                                |
| Lucie Juránková   | Eva, sopranistka a majitelka cestovky |
| Jan Mikušek       | Zdeněk                                |
| Jan Jiráň         | dirigent                              |

## Poznámka
Pracovní název snímku původně zněl Sukničkáři.

## Recenze
- František Fuka, FFFilm, 29. září 2013
- Václav Rybář, MovieZone.cz, 24. října 2013